# Фельфель, Йонес
Йонес Оливер Фельфель (дат. Yones Oliver Felfel; 24 ноября 1995, Дания) — датский футболист, нападающий.

## Клубная карьера
Йонес начинал заниматься футболом в клубе «Хеллеруп». В 2010 году он перешёл в молодёжную команду «Копенгагена». Принимал участие в Юношеской лиге 2013/14, в играх которой провёл 7 матчей и отметился 2 забитыми мячами (в ворота «Ювентуса» и мадридского «Реала»).
В начале 2014 года Фельфель был переведён в первую команду «Копенгагена». 14 марта 2014 года дебютировал в чемпионате Дании, выйдя на замену в конце игры с «Сённерйюском». В сезоне 2015/16 начал выступления в футбольном клубе «Вестшелланн», но из-за банкротства клуба Фельфелю пришлось искать новую команду. Зимой 2016 года он стал игроком команды «Вадуц» из Лихтенштейна, выступавшей на тот момент в Суперлиге Швейцарии. Игрока не удалось дозаявить до окончания трансферного окна, в результате за новую команду Йонес сможет дебютировать только в сезоне 2016/17.

## Карьера в сборной
Йонес 12 октября 2010 года провёл игру за юношескую сборную Дании (до 16 лет). В 2014 году он играл за сборные до 19 и до 20 лет, проведя 5 матчей.